# آگنیشکا گروخوفسکا
آگنیشکا گروخوفسکا (لهستانی: Agnieszka Grochowska؛ ‏تلفظ در لهستانی: [aɡˈɲɛʂka ɡrɔˈxɔfska]) بازیگر اهل لهستان است. وی دانش‌آموختۀ آکادمی ملی هنرهای نمایشی الکساندر زلوروویچ در ورشو است. گروخوفسکا به‌پاس خدماتش به فرهنگ لهستان، از سوی دولت لهستان با صلیب شایستگی و «مدال برنزی شایستگی در فرهنگ – گلوریا آرتیس» مورد تقدیر قرار گرفت.
از فیلم‌ها یا مجموعه‌های تلویزیونی که وی در آن‌ها نقش داشته است، می‌توان به غیرمجازها، هیچ ردی باقی نگذار، مرا ترک مکن، ما همه مسیح هستیم، در اعماق جنگل، بی‌شرم، فقط عاشقم باش، جسم خارجی، آپرداگ، تیم، در تاریکی، طاقت بیاور و والسا: مرد امید اشاره نمود.